# Radim Řezník
Radim Řezník, né le 20 janvier 1989 à Český Těšín est un footballeur tchèque, évoluant au poste de défenseur pour le Viktoria Plzeň depuis 2011.

## Carrière
Radim Řezník commence sa carrière professionnelle au Baník Ostrava en 2007. Il y reste 5 saisons puis rejoint le Viktoria Plzeň en septembre 2011. Avec le club de Plzeň, il remporte trois titres de champion de République tchèque (2013, 2015 et 2016) et participe aux coupes d'Europe (Ligue des champions et Ligue Europa).
Footballeur international, il honore sa première sélection contre les États-Unis le 3 septembre 2014, en remplacement de Matěj Vydra à la 46e minute de jeu.

## Statistiques
Le tableau ci-dessous résume les statistiques en match officiel de Radim Řezník durant sa carrière de joueur professionnel.
| Saison      | Club           | Championnat | Championnat | Championnat | Coupe(s) nationale(s) | Coupe(s) nationale(s) | Compétition(s) continentale(s) | Compétition(s) continentale(s) | Compétition(s) continentale(s) | Sélection | Sélection | Sélection | Total | Total |
| Saison      | Club           | Division    | M.          | B.          | M.                    | B.                    | Comp.                          | M.                             | B.                             | Équipe    | M.        | B.        | M.    | B.    |
| 2006 – 2007 | Baník Ostrava  | 1           | 10          | 0           | -                     | -                     | -                              | -                              | -                              | -         | -         | -         | 10    | 0     |
| 2007 – 2008 | Baník Ostrava  | 1           | 26          | 0           | -                     | -                     | -                              | -                              | -                              | -         | -         | -         | 26    | 0     |
| 2008 – 2009 | Baník Ostrava  | 1           | 10          | 0           | -                     | -                     | -                              | -                              | -                              | -         | -         | -         | 10    | 0     |
| 2009 – 2010 | Baník Ostrava  | 1           | 25          | 0           | -                     | -                     | -                              | -                              | -                              | -         | -         | -         | 25    | 0     |
| 2010 – 2011 | Baník Ostrava  | 1           | 21          | 0           | -                     | -                     | -                              | -                              | -                              | -         | -         | -         | 21    | 0     |
| 2011 – 2012 | Baník Ostrava  | 1           | 5           | 0           | -                     | -                     | -                              | -                              | -                              | -         | -         | -         | 5     | 0     |
| 2011 – 2012 | Viktoria Plzeň | 1           | 11          | 0           | -                     | -                     | -                              | -                              | -                              | -         | -         | -         | 11    | 0     |
| 2012 – 2013 | Viktoria Plzeň | 1           | 26          | 1           | -                     | -                     | -                              | 16                             | 0                              | -         | -         | -         | 42    | 1     |
| 2013 – 2014 | Viktoria Plzeň | 1           | 22          | 0           | -                     | -                     | -                              | 13                             | 0                              | Tchéquie  | 1         | 0         | 36    | 0     |
| 2014 – 2015 | Viktoria Plzeň | 1           | 16          | 3           | -                     | -                     | -                              | 3                              | 0                              | -         | -         | -         | 19    | 3     |

## Palmarès
- Championnat de République tchèque : 2013, 2015 et 2016